# Organista

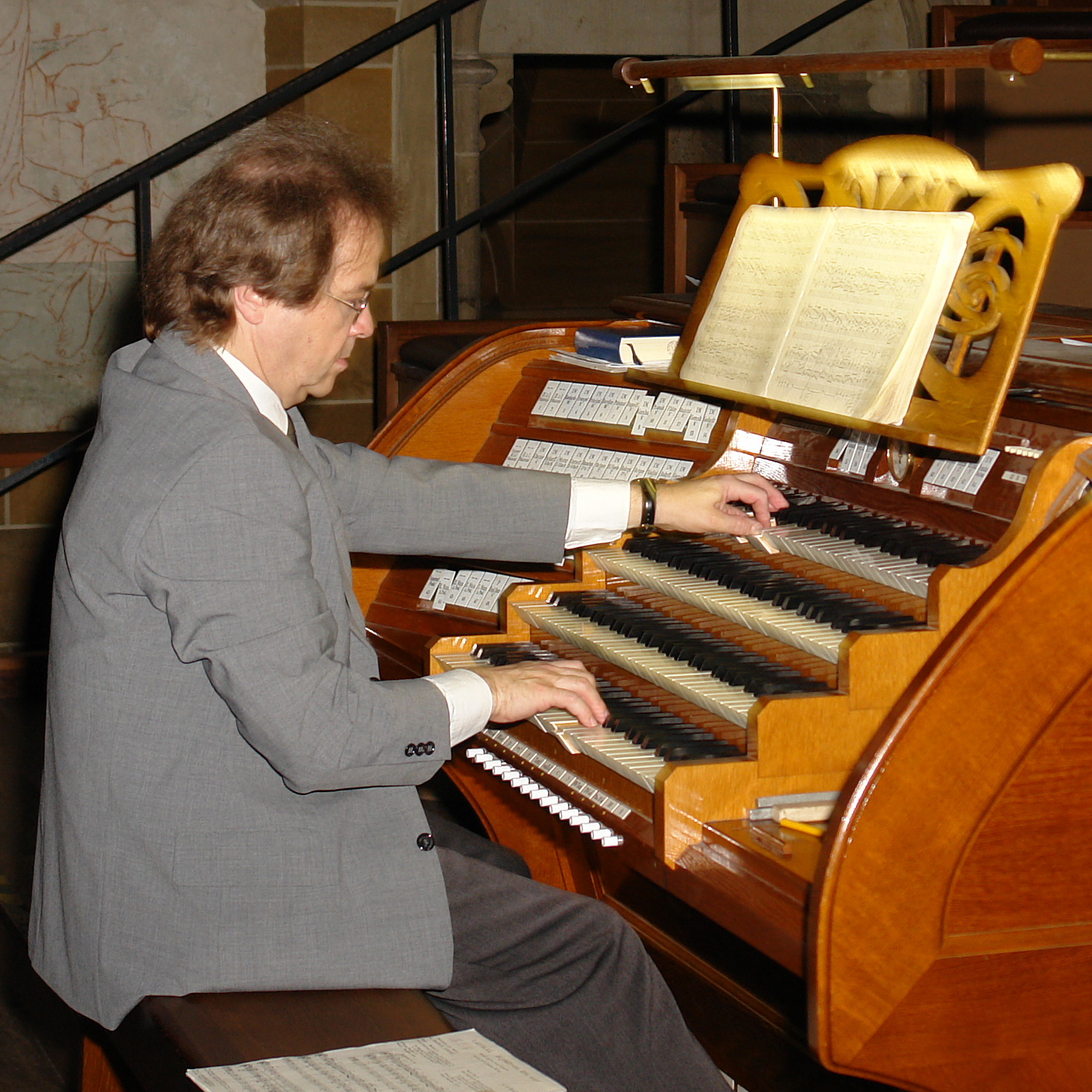
Organista prof. Wolfgang Baumgratz podczas gry na organach katedry w Bremie

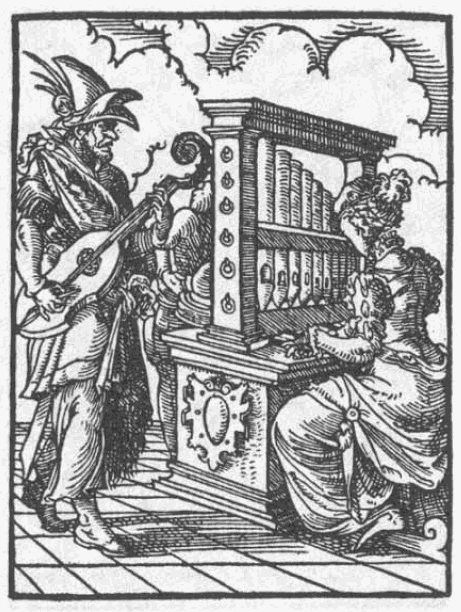
Organista na XVI-wiecznej rycinie

Organista – muzyk grający na organach. Najczęściej organista jest zarazem akompaniatorem liturgicznym w kościele katolickim lub akompaniatorem pieśni w kościołach protestanckich. Dobry organista powinien mieć opanowaną sztukę improwizacji, kompozycji i czytania nut a vista. Bardzo często w codziennej pracy organisty te umiejętności okazują się niezbędne.
Do najbardziej znanych organistów należą Johann Sebastian Bach, Georg Friedrich Händel, Dietrich Buxtehude, Johann Pachelbel, Marcel Dupré, Olivier Messiaen, César Franck, Charles-Marie Widor, Louis Vierne, Alexandre Guilmant, Fritz Heitmann, a z Polski Adam z Wągrowca, Stanisław Moniuszko, Feliks Nowowiejski, Mieczysław Surzyński, Stefan Surzyński, Bronisław Rutkowski, Feliks Rączkowski, Romuald Sroczyński, Andrzej Chorosiński, Elżbieta Karolak, Julia Smykowska, Joachim Grubich, Julian Gembalski, Józef Serafin, Klemens Kamiński, Robert Grudzień, Marek Stefański, Marian Sawa, Roman Perucki, Leszek Werner.

## Organista w Kościele luterańskim
Urząd organisty w Kościele Ewangelicko-Augbsurskim (luterańskim) istnieje od samego początku powstania Kościoła i zawsze był bardzo prestiżowy, wobec czego wybierano na niego najlepszych muzyków. Najczęściej łączy się on z urzędem kantora. Najbardziej znanym luterańskim organistą był Johann Sebastian Bach.
Do obowiązków organisty należy wykonywanie literatury organowej na początku i końcu nabożeństwa oraz granie preludiów, interludiów i postludiów do pieśni a także akompaniamentu do nich, kiedy śpiewają je wierni. Organista w kościołach ewangelickich sam nie śpiewa, prowadząc śpiew zboru organami. W niektórych krajach organista akompaniuje dialogom liturgicznym (np. w Polsce), a nawet śpiewom księdza (np. Szwecja), podając wcześniej liturgowi odpowiedni ton bądź grając obszerniejszą przygrywkę, wprowadzającą do odpowiedniej tonacji.

## Organista w Kościele katolickim
Do pełnienia funkcji organisty kościelnego przygotowują diecezjalne szkoły organistowskie oraz średnie i wyższe szkoły muzyczne (przeważnie na kierunku organy lub muzyka kościelna). Organista odpowiada za ogół oprawy muzycznej liturgii. Głównym jego zadaniem podczas samej liturgii jest wykonywanie wstępów do pieśni i innych śpiewów liturgicznych oraz prowadzenie śpiewu ludu poprzez grę na organach. W Polsce organista akompaniuje też odpowiedziom mszalnym ludu na wezwania kapłana i najczęściej śpiewa przy akompaniamencie organów psalm responsoryjny, co jednak nie odpowiada aktualnym przepisom liturgicznym (psalm powinien być śpiewany od ambony przez psałterzystę bądź kantora).